# Puente de Wheatstone

Disposición del Puente de Wheatstone..

Un puente de Wheatstone es un circuito eléctrico que se utiliza para medir resistencias desconocidas mediante el equilibrio de las ramas del puente.  El circuito está formado por cuatro resistencias que forman entre ellas, un segundo circuito cerrado. Una de las resistencias es variable en un  amplio intervalo. Modificando esta resistencia puede conseguirse que entre los nodos D y B no circule corriente, por lo que, si dos de las otras tres resistencias tienen valores conocidos, se puede establecer el valor de la tercera resistencia. El nombre del dispositivo se debe al físico e inventor inglés Charles Wheatstone (1802-1875) quien fue el primero en aplicar  este circuito eléctrico para medir resistencias. En realidad había sido diseñado previamente por Samuel Hunter Christie en 1832, con lo que el papel de Wheatstone fue la mejora y popularización, a partir de 1843.

## Descripción
En el esquema de la derecha se tiene Rx, que es la resistencia cuyo valor se quiere determinar; R1, R2 y R3 son resistencias de valores conocidos, además la resistencia R2 es ajustable para fijar el punto de equilibrio. Si la relación de las dos resistencias del brazo conocido (R1/R2) es igual a la relación de las dos del brazo desconocido (R3/Rx), el voltaje entre los puntos D y B será nulo y no circulará corriente a través del galvanómetro VG. En caso de desequilibrio, la dirección de la corriente en el galvanómetro indica si R2 es demasiado alta o demasiado baja. El valor de voltaje de la fuente de alimentación (Vs) es indiferente y no afecta la medición.
Para efectuar la medida se varía la resistencia R2 hasta alcanzar el punto de equilibrio. La detección de corriente nula se puede hacer con gran precisión mediante el galvanómetro VG.

En condición de equilibrio siempre se cumple que:

{\displaystyle {\begin{aligned}{\frac {R_{2}}{R_{1}}}&={\frac {R_{X}}{R_{3}}}\\[4pt]\Rightarrow R_{X}&={\frac {R_{2}}{R_{1}}}\cdot R_{3}\end{aligned}}}

Cuando el puente está construido de forma que R3 es igual a R1, Rx es igual a R2 en condición de equilibrio (corriente nula por el galvanómetro).
Si los valores de R1, R2 y R3 se conocen con mucha precisión, el valor de Rx puede ser determinado igualmente con precisión. Pequeños cambios en el valor de Rx romperán el equilibrio y serán claramente detectados por la indicación del galvanómetro.
De forma alternativa, si los valores de R1, R2 y R3 son conocidos y R2 no es ajustable, la corriente que fluye a través del galvanómetro puede ser utilizada para calcular el valor de Rx siendo este procedimiento más rápido que el ajustar a cero la corriente a través del medidor.

## Demostración

Las direcciones de la corriente se definen arbitrariamente

Primero usamos la ley de corriente de Kirchhoff (LCK)  para encontrar la corriente que circula en los nodos D y B (IG):
Nodo D:
{\displaystyle {\begin{aligned}I_{1}-I_{2}-I_{G}&=0\end{aligned}}}
Nodo B:
{\displaystyle {\begin{aligned}I_{3}-I_{X}+I_{G}&=0\end{aligned}}}
Luego usamos la ley de voltajes de Kirchhoff (LVK) para encontrar los voltajes de las mallas ABD y BCD:
Malla ABD:
{\displaystyle {\begin{aligned}V_{3}-V_{G}-V_{1}&=0\\\Rightarrow (I_{3}\cdot R_{3})-(I_{G}\cdot R_{G})-(I_{1}\cdot R_{1})&=0\\\end{aligned}}}
Malla BCD:
{\displaystyle {\begin{aligned}V_{X}-V_{2}+V_{G}&=0\\\Rightarrow (I_{X}\cdot R_{X})-(I_{2}\cdot R_{2})+(I_{G}\cdot R_{G})&=0\end{aligned}}}
Cuando el puente está balanceado, entonces IG = 0, entonces el segundo grupo de ecuaciones se puede reescribir como:
{\displaystyle {\begin{aligned}I_{3}\cdot R_{3}&=I_{1}\cdot R_{1}\\I_{X}\cdot R_{X}&=I_{2}\cdot R_{2}\end{aligned}}}
Entonces, al dividir las ecuaciones y re ordenar, se obtiene:
{\displaystyle {I_{3} \over {I_{1}}}={{R_{1}} \over {R_{3}}}}
{\displaystyle {I_{X} \over {I_{2}}}={{R_{2}} \over {R_{X}}}}
Nuevamente, si IG = 0, entonces I3 = IX e I1 = I2. 
Tal que:
{\displaystyle {I_{3} \over {I_{1}}}={{I_{X}} \over {I_{2}}}}
entonces:
{\displaystyle {R_{2} \over {R_{X}}}={{R_{1}} \over {R_{3}}}}
Despejando, obtenemos que el valor deseado de RX para lograr el equilibrio es:
{\displaystyle R_{X}={{R_{3}\cdot R_{2}} \over {R_{1}}}}
Si conocemos los valores de las cuatro resistencias y la fuente de alimentación (VS), y la resistencia del galvanómetro es lo suficientemente alta para que IG sea despreciable, el voltaje en el galvanómetro (VG) se puede determinar trabajando con el voltaje de cada divisor de tensión restándolos entre sí. La ecuación resultante es:
{\displaystyle V_{G}=\left({R_{2} \over {R_{1}+R_{2}}}-{R_{X} \over {R_{X}+R_{3}}}\right)V_{S}=0,{\text{ al sustituir }}R_{X}}
donde VG es el voltaje entre los nodos D y B.

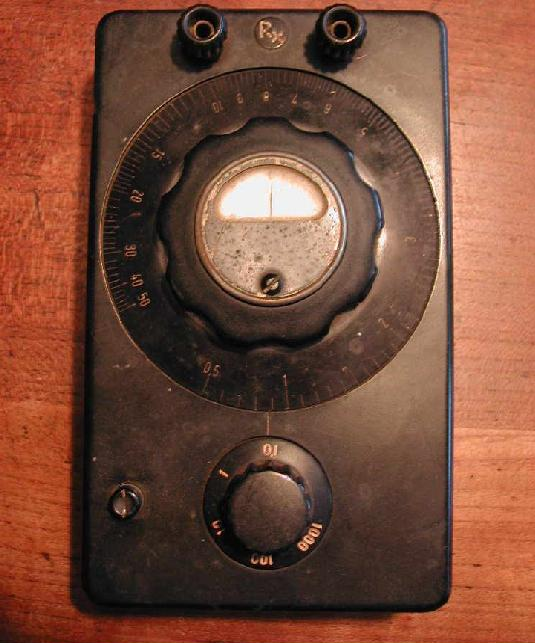
Puente de Wheatstone típico

## Variantes
Variantes del puente de Wheatstone se pueden utilizar para la medida de impedancias, capacitancias e inductancias.
La disposición en puente también es ampliamente utilizada en instrumentación electrónica. Para ello, se sustituyen una o más resistencias por sensores, que al variar su resistencia dan lugar a una salida proporcional a la variación. A la salida del puente, donde está el galvanómetro, (VG) suele colocarse un amplificador.

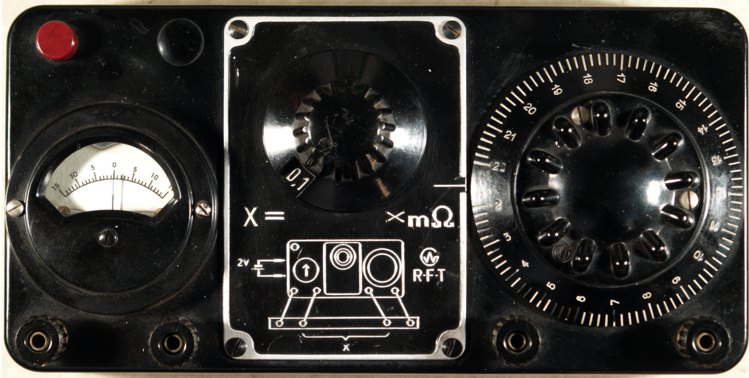
Puente de Kelvin

El puente de Wheatstone es el fundamental, pero hay otras variantes que se pueden usar para medir diferentes tipos de resistencias cuando el puente de Wheatstone fundamental no es adecuado. Algunas de esas variantes son:
- Puente de Carey Foster, para medir pequeñas resistencias.
- Puente de Kelvin, para medir pequeñas resistencias de cuatro terminales.
- Puente de Maxwell, para medir impedancias.
- Puente de Hay para la medición de inductancias.
- Puente de Wien

## Balanza electrónica
El puente de Wheatstone es ampliamente usado en balanzas electrónicas basadas en Galga extensiométrica, el objetivo de estos dispositivos es medir un voltaje de salida proporcional a la variación del peso apoyado sobre el mismo.